# Tropidophis feicki
Tropidophis feicki là một loài rắn trong họ Tropidophiidae. Loài này được Schwartz mô tả khoa học đầu tiên năm 1957.